# Droga ucieczki
Droga ucieczki (org. Exit Speed) – amerykański thriller z 2008 roku.

## Treść
Dziesięcioro przypadkowych ludzi wraca w wigilię autobusem do domu. Autobus zostaje zaatakowany przez bandę agresywnych motocyklistów. Zmuszeni do ucieczki pasażerowie znajdują schronienie na porzuconym złomowisku, gdzie z pomocą zaimprowizowanych broni, stawiają opór napastnikom. Okazuje się jednak, że bandyci wezwali posiłki.

## Obsada[1]
- Desmond Harrington : Sam Cutter
- Lea Thompson : Maudie McMinn
- Julie Mond : Merideth Cole
- Alice Greczyn : Annabel Drake
- Fred Ward : sierżant Archie Sparks
- Gregory Jbara : Jerry Yarbro
- David Rees Snell : Danny Gunn
- Kelli Dawn Hancock : Desiree
- Nick Sowell : Duke
- Everett Sifuentes : Mr. Vargas
- Wally White : Walter Lindley
- Danielle Beacham : Joey Ryan
- Asante Jones : szeryf Tom Jasper
- Roy Samuelson : Vic Towbridge
- Denise Lee : Louella Burton
- Jennifer Sipes : Rachel
- Jonny Cruz : Eric
- Julia Smathers : Polly
- Marin Rose : Gracie McMinn
- Samantha Smathers : Emma McMinn
- Jayne Royall : Miss Dorothy
- Kelli LaSalle : powieszona kobieta
- Jason Hammond : więziony turysta
- Eric Whitney : M.P.